# Rørvik
Rørvik ist eine Stadt  auf der Insel Inner-Vikna in Trøndelag. Er ist der größte Ort und einer der beiden Verwaltungssitze der Kommune (Norwegen) Nærøysund. Die Stadt liegt in einer typischen Küstenlandschaft, und die Bebauung besteht überwiegend aus älteren und neueren Holzhäusern. Rørvik liegt ganz im Norden von Trøndelag und im Stadtgebiet leben etwas mehr als 4.450 Einwohner (2024)[1]. Rørvik ist seit seiner Gründung im Jahr 1893 ein regelmäßiger Anlaufhafen für die Hurtigruten, und die Hurtigruten in Richtung Süden und Norden treffen sich dort jeden Abend.
Rørvik hat ein typisches Kleinstadtgefühl, und die Siedlung selbst hatte am 1. Januar 2024 3.615 Einwohner. Die Einwohnerzahl der Gemeinde betrug zum 1. Oktober 2023 10.014.

## Geografie
Die Stadt liegt im nordwestlichen Teil des Bezirks Trøndelag in Mittelnorwegen, etwa 200 Kilometer nördlich der Stadt Trondheim (320 Kilometer auf der Straße). Rørvik liegt im östlichen Teil des Vikna-Archipels auf der Insel Inner-Vikna am Westufer der Meerenge Nærøysundet, gegenüber dem Festland am Ostufer der Meerenge.
Das Klima ist maritim, und selbst hier auf dem 65. Breitengrad haben viele Privatgärten Pflaumen- und Apfelbäume.

## Geschichte
Dieses Gebiet wurde früh besiedelt und es gibt mehrere prähistorische Grabhügel. Zwischen den felsigen Hängen und Klippen der Inseln befinden sich viele überraschend üppige Tieflandfelder, und Landwirtschaft und Fischfang waren die traditionellen Lebensweisen, wie sie es teilweise noch sind.
Bei der Volkszählung im Jahr 1701 gab es in Rørvik nur vier Haushalte. Als der Staat 1838 eine Post- und Passagierroute in Nordnorwegen einrichtete, die von Dampfschiffen bedient wurde, wurden diese nach Kråkøya, das 4 km nördlich von Rørvik liegt, abgefertigt.

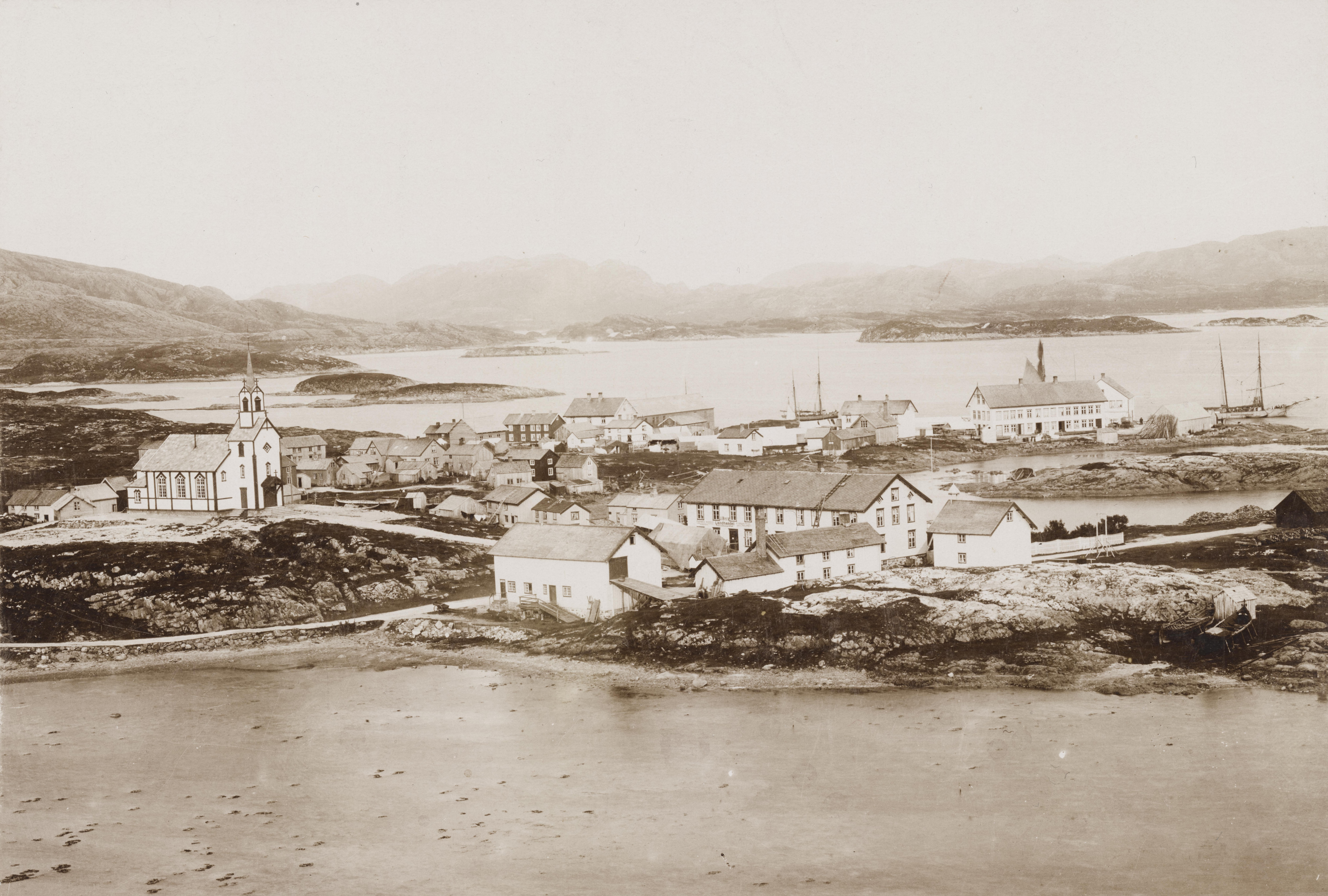
Rørvik 1898

Als Rørvik 1859 ein Shuttle-Anbieter wurde, wollte der Kaufmann von Kråkøya einen Shuttle-Anbieter auf der Nærøy-Seite der Meerenge einrichten, aber der Gemeinderat stimmte dem nicht zu, sondern empfahl stattdessen, dass der Anlaufhafen für die Dampfschiffe sein sollte nach Rørvik verlegt, was 1863 geschah. Auch das Postamt wurde 1866 dorthin verlegt. Rørvik wuchs so zu einer Stadt heran, die mit dem Meer und den Verkehrsverbindungen verbunden war. Außerdem gab es einen Handelsposten mit Kaufleuten wie Johan Berg und Paul Anzjøn und etwas später die Familien Holand und Fossaa als die größten Kaufleute. Der Staat zog sich in den 1860er Jahren aus dem Dampfschiffverkehr zurück und private Reedereien übernahmen mit Booten, die für den Güterverkehr gebaut wurden. Rørvik wurde von Anfang an von Hurtigruten im Jahr 1893 angelaufen. Außerdem gab es eine Reihe von Unterkünften und Restaurants. Der tschechische Autor und Journalist Karel Čapek beschrieb den Ort auf der Durchreise 1936: „Rørvik, die erste kleine Stadt auf einer Insel; bewohnt von einer Reihe kleiner Holzhäuser, darunter drei Hotels, zehn Cafés und eine Redaktion für die Lokalzeitung.“

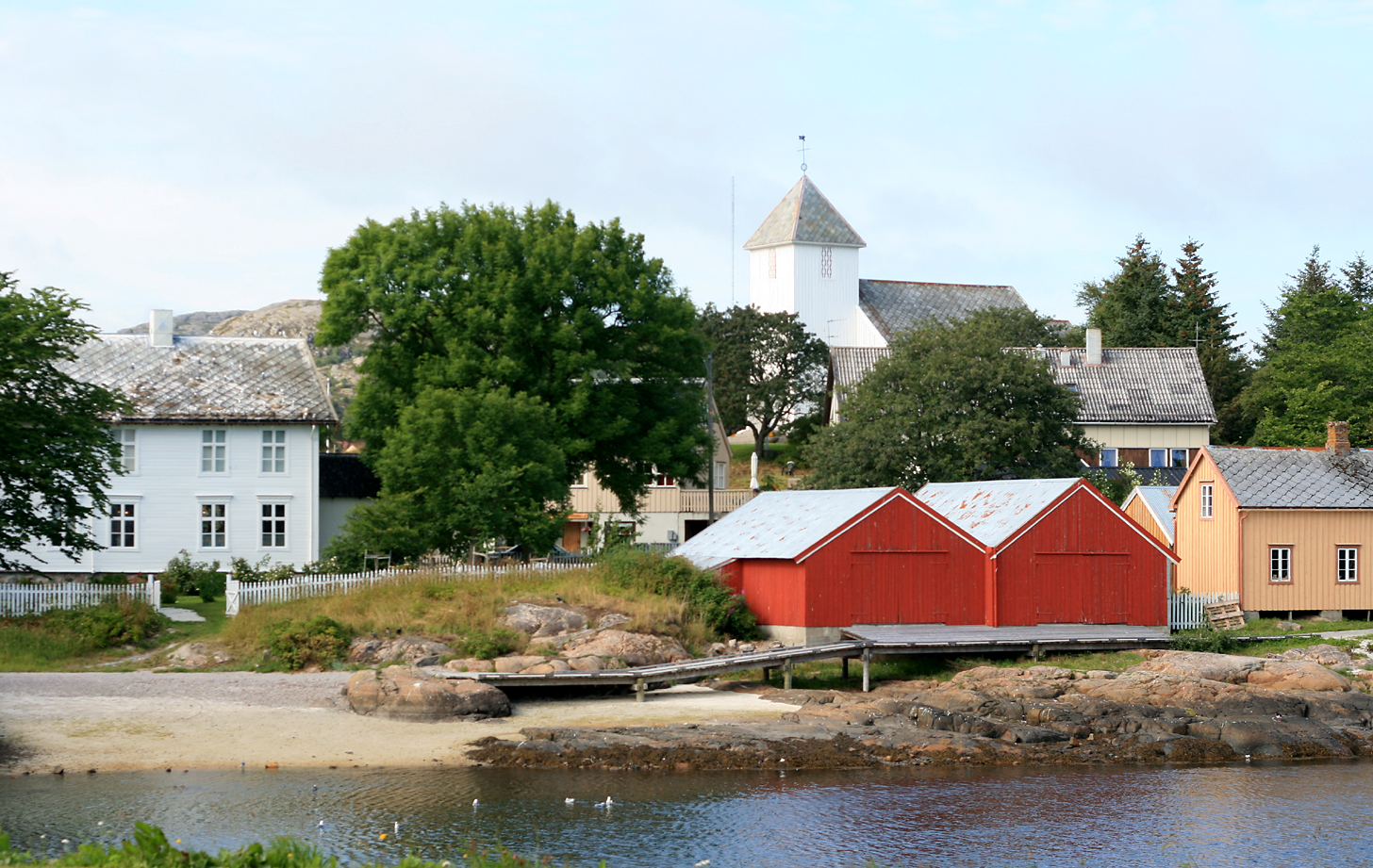
Berggården und die alte Kirche

Die Subventionsregelungen für die Gründung neuer kleiner Farmen in Norwegen trugen dazu bei, dass einige der Inseln in Vikna noch in den 1930er Jahren besiedelt wurden. Einige Jahre später, 1947, zog die erste Familie von Ytre Vikna nach Rørvik. Der Migrationsstrom in den folgenden Jahren gliederte sich in drei Kategorien: diejenigen, die vollständig aus dem Bezirk zogen und zu einem der Industriestandorte reisten; diejenigen, die nach Rørvik gezogen sind und dort Arbeit gefunden haben; und diejenigen, die nach Rørvik zogen, aber weiterhin in den Gebieten fischten, aus denen sie kamen. Vor 1955 hatte nur Rørvik Zugang zu Strom von einem öffentlichen Stromversorger, und die Stromleitungen wurden für einen Großteil der Siedlung entscheidend. Die Entwicklung des Straßennetzes, die Entfernung zu öffentlichen Dienstleistungen wie Schulen sowie Umzugsbeihilfen und Angebote für baureife Grundstücke in Rørvik waren ebenfalls wichtige Gründe für den Umzug.
Die Eröffnung der Festlandverbindung bei Fylkesvei 770 und Rørvik Airport, Ryum in den 1970er und 1980er Jahren legte den Grundstein für einen neuen Aufschwung im Handels- und Dienstleistungsgewerbe in Rørvik. In den 1970er Jahren begannen auch die ersten Versuche mit Aquakultur in der Region, die sich bereits in den 1980er und 1990er Jahren zu einem wichtigen Wirtschaftszweig entwickelte.

## Wirtschaft
Der traditionelle Haupterwerb ist der Fischfang und die Landwirtschaft. Die wichtigsten Wirtschaftszweige in Rørvik sind neben Handel und Dienstleistungen die Fischerei, die Fischereiindustrie, die Aquakultur, die schiffsbezogene Industrie und die Telekommunikation.
Größter einzelner Arbeitgeber ist der norwegische Telekommunikationskonzern Telenor, die meisten Arbeitsplätze hingegen befinden sich weiterhin in der Fischzucht, dem Fischfang und der fischverarbeitenden Industrie. Viele Arbeitsplätze bei Rørvik sind auch mit wissensintensiven Unternehmensdienstleistungen verbunden, wie Rechts- und Buchhaltungsdienstleistungen, Bank- und Versicherungsdienstleistungen, Medien, IT-Betriebsdienstleistungen und Softwareentwicklung.
Der Hafen von Rørvik ist mit über 15.000 Schiffsanläufen pro Jahr die größte Hafenanlage in Mittelnorwegen. Rørvik ist auch ein Anlaufhafen für eine Reihe von Kreuzfahrtschiffen.

## Verkehr

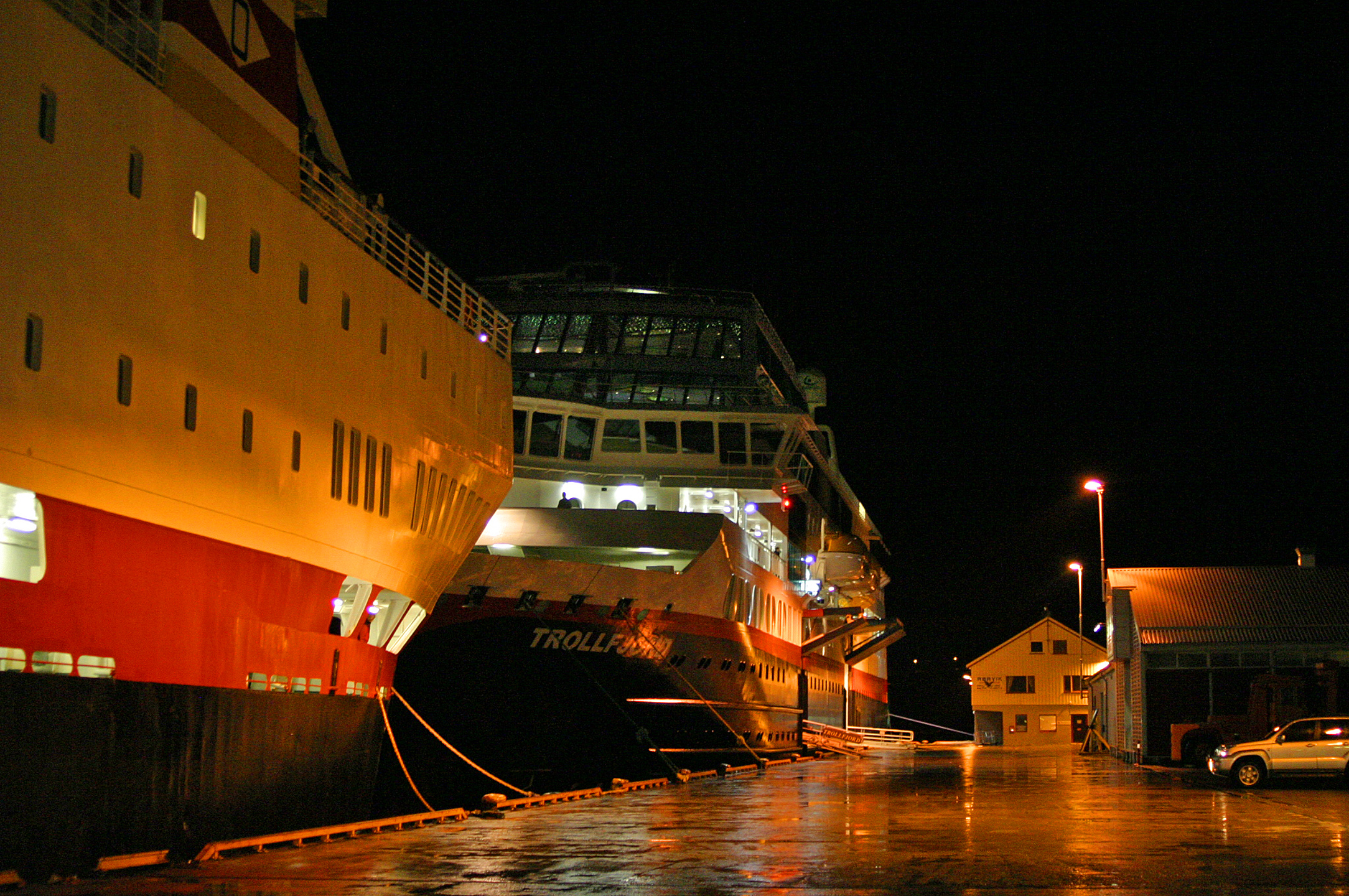
Hurtigruten-Schiff am Kai in Rørvik

Die Stadt Rørvik ist Anlegestelle der Hurtigruten-Schiffe.
Per Schnellfähre besteht dreimal täglich eine Anbindung an die nächste größere Stadt Namsos.
Auf dem Luftwege erreicht man die Stadt über den Flughafen Rørvik, Ryum, unweit des Stadtzentrums gelegen. Vom Rørvik Airport Ryum gibt es eine Flugverbindung mit Widerøe Flyselskap zum Trondheim Airport Værnes, Namsos Airport und Oslo Airport Gardemoen.
Über die Straße Fv770 sind Stadt und Flughafen mittlerweile fährfrei an die rund 55 Kilometer entfernte Küstenstraße Fv17 angebunden.
Von Rørvik gibt es eine Busverbindung nach u. a. Namsos, Grong (Bahnhof) und Brønnøysund.
Rørvik ist ein Verkehrsknotenpunkt für die Region Ytre Namdalen, und es gibt eine Busverbindung zu den beiden anderen Ortschaften der Gemeinde, Ottersøya und Kolvereid, sowie zu den Dörfern Austafjord, Abelvær, Naustbukta und Foldereid. Es gibt eine Schnellfähre nach Abelvær, Fjølvika und Leka. In den Sommermonaten gibt es eine Schiffsverbindung nach Sør-Gjæslingan.

## Sehenswürdigkeiten

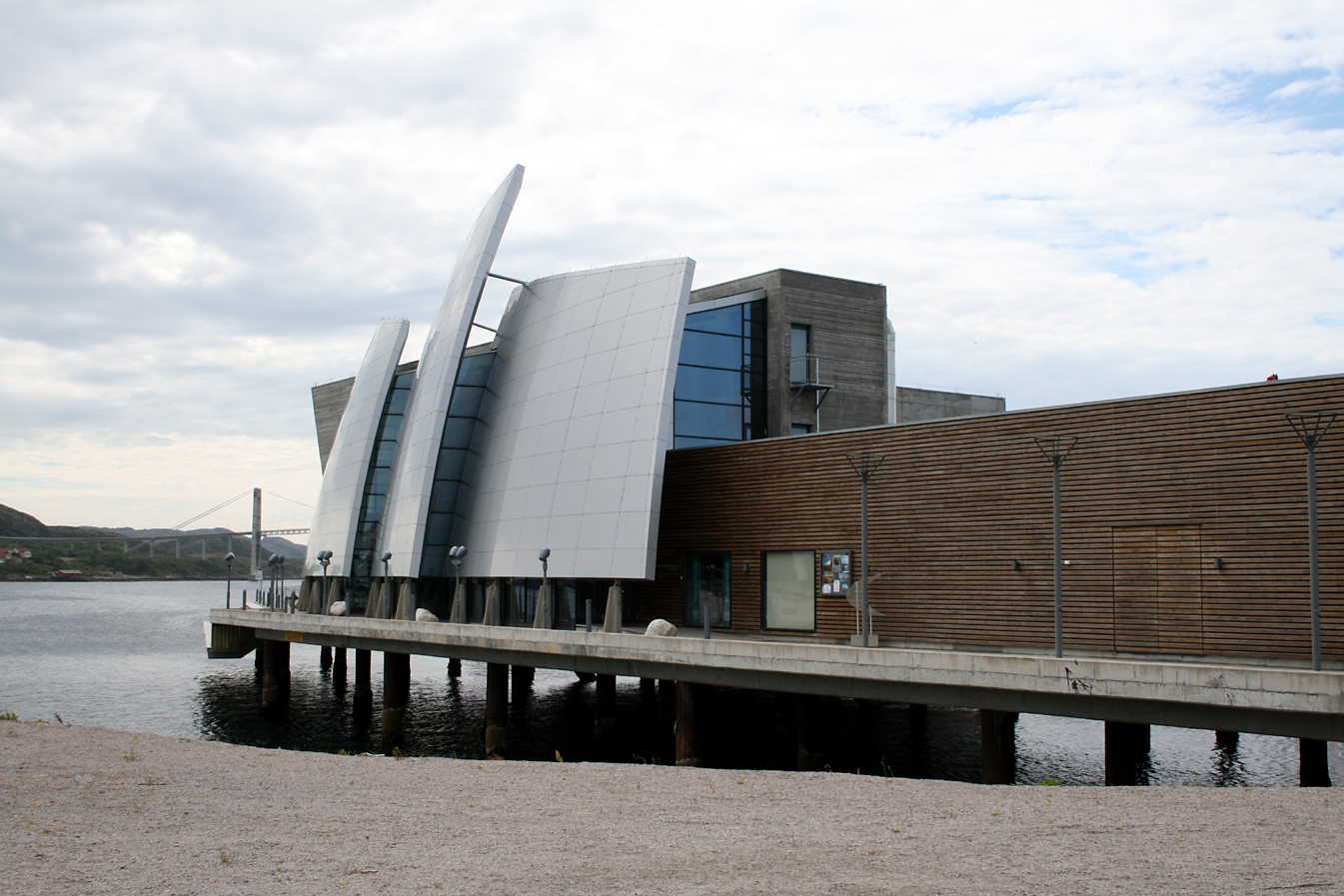
Küstenmuseum Norveg

Sehenswert ist vor allem das Küstenmuseum, Norveg, das die Geschichte der Küstenbewohner und ihre Berufe dokumentiert. Das von der Kritik gefeierte Museumsgebäude wurde vom Architekten Guðmundur Jónsson entworfen. Das Museum besitzt auch den Berggården im Zentrum von Rørvik und verwaltet zusammen mit der Gemeinde Nærøysund die meisten historisch wichtigen Gebäude im verlassenen Fischerdorf Sør-Gjæslingan.
Die Sør-Gjæslingan-Fischerei besteht aus ca. 80 Inseln, Inselchen und Riffe. Zu seiner Zeit war dies eines der größten und wichtigsten Fischerdörfer südlich der Lofoten, in dem sich während der Saison mehrere tausend Fischer versammeln konnten. Sør-Gjæslingan wurde im Oktober 2010 als nationaler Kulturraum geschützt. Es ist möglich, einen Tagesausflug mit dem Boot nach Sør-Gjæslingan zu unternehmen, und es ist möglich, dort in einfachen Rorbues zu übernachten. Wer mit dem eigenen Boot anreist, kann am Gästekai in Flatholmen anlegen. Sør-Gjærslingan wird von Mai bis August vom Schnellboot MS Fjord Viking angefahren.
Die Kirche von Rørvik, eine bekannte Sehenswürdigkeit an der Hurtigruten, wurde 2012 durch ein Feuer zerstört und wird aktuell durch einen modernen Neubau ersetzt.

## Weblinks

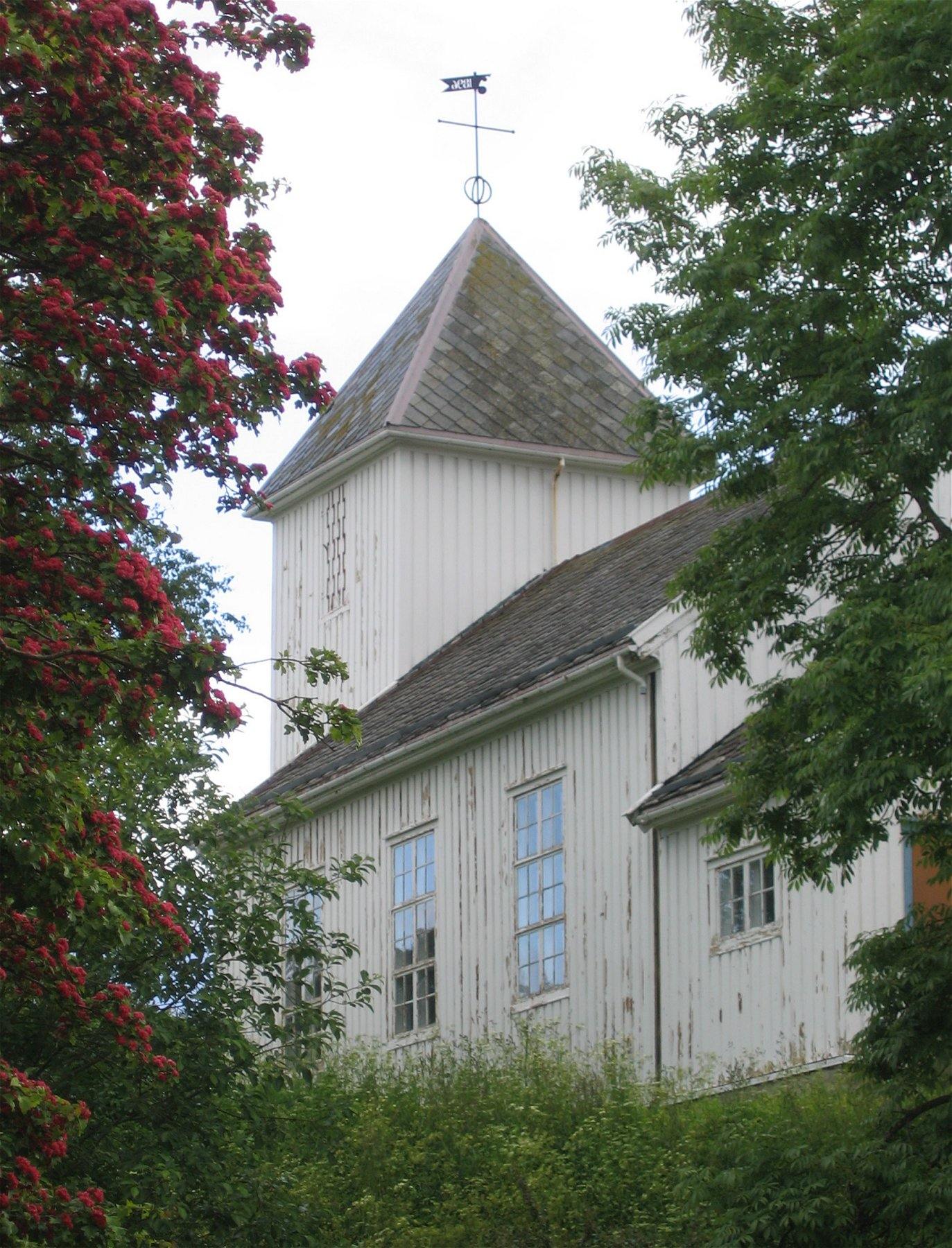
Kirche vor dem Feuer
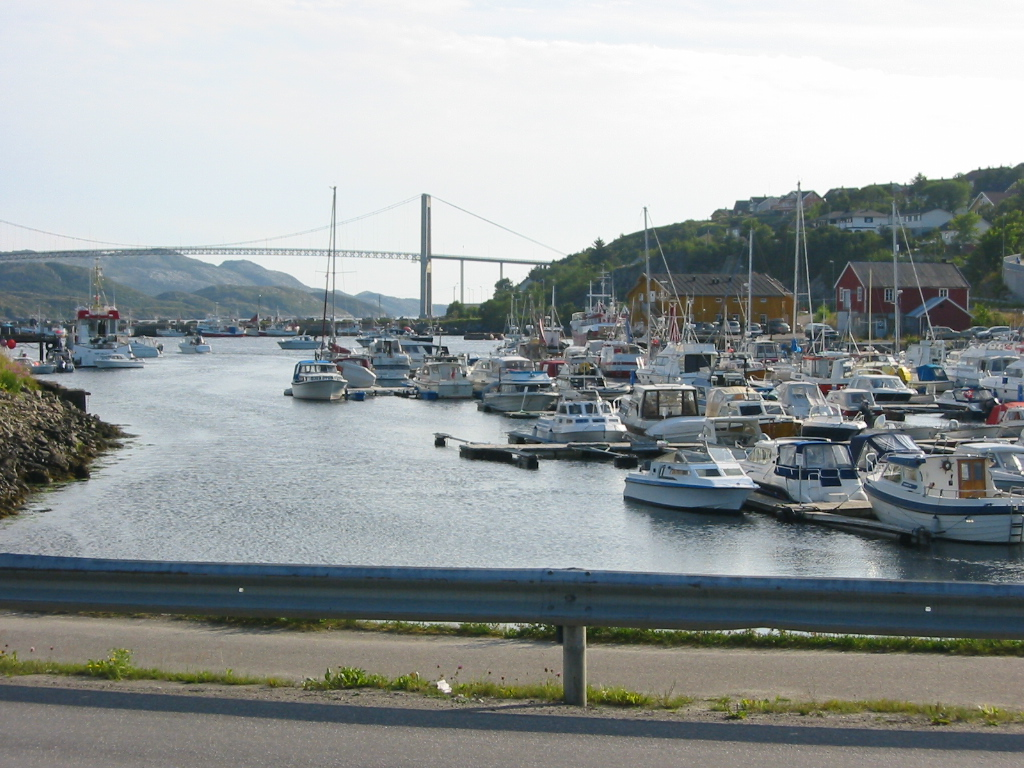
Hafen
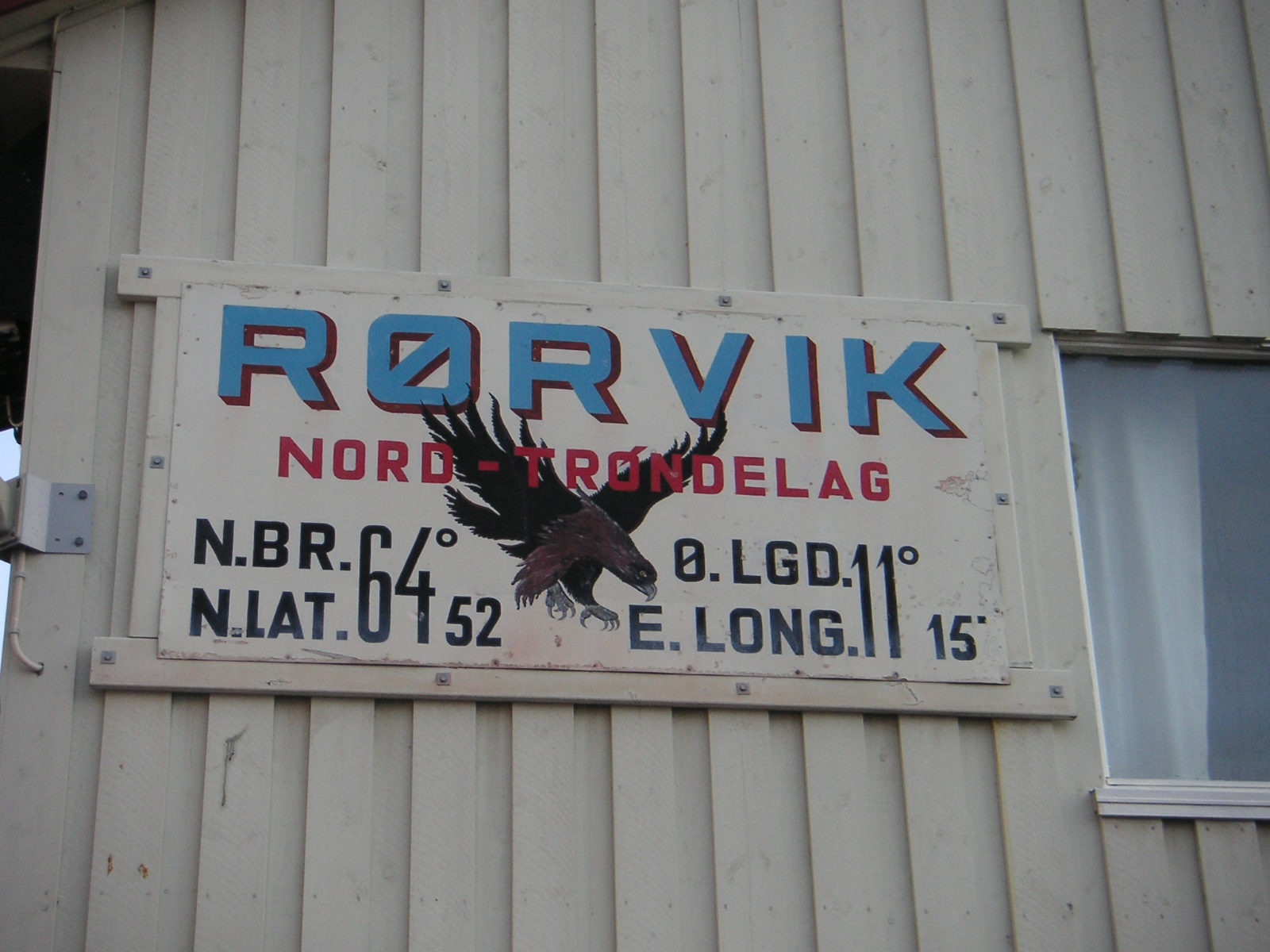
An der Pier